# Пирешиця
Пирешиця (словен. Pirešica) — поселення в общині Веленє, Савинський регіон, Словенія. 
Висота над рівнем моря: 379,1 м.